# Zaciąg bębnowy
Zaciąg bębnowy, zaciąg z wolnego bębna – typ werbunku. System stosowany w Polsce w wojskach cudzoziemskiego autoramentu, zapoczątkowany za rządów Zygmunta III Wazy.
Oficer-oberszter, po zawarciu umowy z królem lub hetmanem (tzw. "kapitulacji"), dostawszy od nich odpowiednik listu przypowiedniego na określoną liczbę koni lub żołnierzy, udawał się na wyznaczony teren werbunku, tam w urzędzie grodzkim rejestrował go (oblatował), a następnie do okolicznych miejscowości wysyłał swoich ludzi, żeby biciem w bębny ogłaszali werbunek. Dowódca zajmował się przyjęciem, umundurowaniem i uzbrojeniem rekrutów. Do służby przyjmowano głównie ludzi wolnych.
System komend i przepisów był taki sam, jak w innych krajach Europy Zachodniej. Ułatwiało to cudzoziemcom służbę.
Żołd wojskom autoramentu cudzoziemskiego wypłacano rocznie systemem ślepych porcji, co umożliwiało nieuczciwym dowódcom nadużycia finansowe.
Formacje cudzoziemskie:
- Rajtaria
- Dragonia
- Piechota niemiecka
- Arkebuzeria